# United States Secret Service
United States Secret Service (USSS) er en amerikansk sikkerhedstjeneste og forbundspoliti. Secret Service har hovedsageligt ansvaret, for præsidentens, vicepræsidentens, tidligere præsidenters, præsident-kandidater og deres familiers sikkerhed. Dernæst har de ansvaret for, at bekæmpe økonomisk og datakriminalitet (bedrageri og identitetstyveri) på føderalt niveau. Fra grundlæggelsen i 1865 og til 2003 var tjenesten underlagt Finansministeriet (Department of the Treasury). Men er siden overflyttet til Ministeriet for National Sikkerhed (U.S Department of Homeland Security).
Secret Service blev oprindeligt dannet for at efterforske falskmønteri af U.S Dollars, som var omfattende under og efter den amerikanske borgerkrig. Tjenesten udviklede sig sidenhen til, at blive USAs første nationale efterretningstjeneste. Mange af Secret Services grundlæggende opgaver, blev senere overtaget af tjenester som FBI, CIA, DEA og ATF.
U.S. Secret Service er vokset fra at være et lille agentur med få agenter i 1865 til en politimyndighed med næsten 7.000 ansatte rundt om i verden. I dag bekæmper U.S. Secret Service kriminalitet på verdensplan og har afdelinger i USA, Canada, Mexico, Sydamerika, Europa, Afrika og Asien.

## Historie
U.S. Secret Service er en af de ældste føderale politimyndigheder i USA og opstod ved slutningen af den amerikanske borgerkrig for at efterforske falskmønteri. I 1901 fik tjenesten til oppgave at stå for sikkerheden omkring præsidenten. Det skete efter efter et attentat mod præsident William McKinley..

### Oprettelsen af United States Secret Service
I begyndelsen af 1860'erne opstod et stigende behov og efterspørgsel efter, at finansminister Hugh McCulloch skulle organisere en særlig styrke af efterforskere inden for Finansministeriet til at håndhæve landets skatte og finanslove. Den 14. april 1865 anbefalede McCulloch præsident Abraham Lincoln at etablere en permanent national politistyrke til bekæmpelse af falskmønteri. Lincoln gav sit samtykke, men mistede livet ved et attentat samme aften. At USA's daværende præsident blev skudt samme dag, som han gav grønt lys for etableringen af Secret Service, står i kontrast til, at tjenesten 46 år senere fik til opgave at sørge for beskyttelsen af USA's ril enhver tid siddende præsident.
Den 5. juli blev United States Secret Service officielt etableret, som Secret Service Division under Finansministeriet og fik sæde i Washington D.C. Finansminister McCulloch udpegede William P. Wood som tjenestens første chef. En stilling, han bestred de næste fire år. Wood var krigsveteran fra USA's krig mod Mexico og var under borgerkrigen både efterforsker for regeringen og fængselsfunktionær for Old Capitol Prison i Washington D.C.  Inden for et år fra grundlæggelsen havde Secret Service arresteret over 200 falskmøntere.
På daværende tidspunkt var de eneste andre, føderale politimyndigheder:
- United States Park Police.
- U.S. Post Office Department's Office of Instructions and Mail Depredations (United States Postal Inspection Service).
- U.S. Marshals Service.

U.S. Marshals havde ikke mandskab til at efterforske alle former for føderal kriminalitet. Derfor begyndte Secret Service at efterforske alt lige fra mord og bankrøverier til ulovlig gambling. Secret Service blev desuden USA's første, nationale efterretnings- og kontraspionagetjeneste. Bureau of Investigation, det senere FBI, dannet i 1908, overtog senere opgaverne med indhentning af efterretninger og kontraspionage. Alligevel gav Finansministeriet, efter ordre fra præsident Woodrow Wilson, i 1915 Secret Service besked om at efterforske udenlandsk spionage i landet under 1. verdenskrig.

### Beskyttelse af USAs præsident og det 20. århundrede
Grunden til, at det blev Secret Service, der kom til at stå for dette, var, at da behovet for beskyttelse af præsidenten opstod i slutningen af 1800-tallet, var det kun få føderale agenturer, som kunne håndtere det. Bureauer som FBI, ATF og DEA var endnu ikke oprettet. I første omgang overlod man opgaven til U.S Marshals Service, der havde beskyttelse som et af deres specialer. Siden overtog Secret Service dette ansvarsområde.
I 1894 tog Secret Service de første skridt for at tage sig af præsidentens sikkerhed. I første omgang var der tale om en uformel beskyttelse af daværende præsident Grover Cleveland på deltid. Men efter attentatet mod præsident McKinley anmodede den amerikanske kongres Secret Service om at påtage sig sikkerheden for landets præsident. Året efter blev beskyttelsen ændret fra deltid til fuldtid. Dog var der på dette tidspunkt kun udpeget to agenter ad gangen til beskyttelsen i Det Hvide Hus. I 1902 blev William Craig den første Secret Service-agent, som blev dræbt, mens han beskyttede præsidenten. I 1908 blev beskyttelsen udvidet til også at omfatte præsidentkandidater, hvilket blev gjort permanent af kongressen i 1913.
I 1909 gik præsident William H. Taft med til at mødes med Mexicos præsident, Porfirio Díaz, i El Paso. Mødet var det første mellem en amerikansk og mexicansk præsident, og også første gang at en amerikansk præsident besøgte Mexico. Men det historiske topmøde  resulterede i alvorlige attentattrusler og andre sikkerhedstrusler for det dengang lille Secret Service. Så af sikkerhedsmæssige årsager, så Texas Rangers, 4.000 amerikanske og mexicanske soldater, BOI-agenter, U.S Marshals og yderligere 250 private sikkerhedsvagter blev kaldt ind til at yde ekstra sikkerhed.
Fire år senere, i 1917, udvidede kongressen beskyttelsen til også at omfatte beskyttelse af præsidentens familie. Samtidig gjorde man det ulovligt i breve eller på anden måde at fremsætte trusler mod præsidenten.
I 1922 sendte præsident William Harding en anmodning om oprettelse af Det Hvide Hus’ Politistyrke (det, man i dag kender som Uniformed Division). I første omgang blev styrken sat under dagligt opsyn hos præsidentens militære hjælper. I 1930 besluttede præsident Hoover, at underlægge denne styrke Secret Services opsyn. Den 1. november 1950 blev officer Leslie Coffelt skudt og dræbt af to nationalister fra Puerto Rico, mens han passede på præsident Harry Truman. Det lykkedes politibetjente at dræbe den ene attentatmand med et skud i hovedet og såre den anden. Leslie Coffelt er stadig den eneste i Secret Service, der har mistet livet under et attentatforsøg.
I 1962 udvidede kongressen endnu engang, Secret Service's ansvarsområde. Nu skulle beskyttelsen også gælde vicepræsidenten og vicepræsidentkandidaterne uden at nogen form for anmodning. Samtidig gjorde man det muligt for tidligere præsidenter at anmode om beskyttelse inde for en rimelig periode. Året efter blev John F. Kennedy den 22. november skudt i Dallas. Derefter pålagde kongressen, at John F. Kennedys enke og parrets to små børn skulle have beskyttelse i to år.
Efter mordet på præsidentkandidat Robert Kennedy i 1968 fik Secret Service også ansvaret for at beskytte præsident- og vicepræsidentkandidater i sidste del af valgkampen.
I 1971 blev beskyttelsen også gjort gældende, for stats- og -regeringsledere og andre officielle personer efter besked fra præsidenten.
I 1984 vedtog kongressen Comprehensive Crime Control Act, hvilket udvidede Secret Services jurisdiktion inden for IT- og kreditkortssvindel.

### 11. September 2001 og den moderne tid
Inden terrorangrebet den 11. september 2001, var Secret Services afdeling i New York i 7 World Trade Center. Efter angrebet på World Trade Center var specialagenter og andre i afdelingen blandt de første, der kom til og kunne yde førstehjælp. 67 specialagenter på eller omkring kontoret hjalp med opsætningen af triage-områder og med at evakuere de to ramte højhuse. Secret Service mistede kun en ansat, Master Special Officer Craig Miller, under redningsindsatsen. D.'en 20. august 2002 blev dem, som hjalp under redningen hædret af den daværende direktør, Brian L. Stafford med Director's Valor Award.
I 2002 bestemte præsident George W. Bush, at noget måtte gøres med organisationen af de føderale politi -og efterretningstjenester oven på terrorangrebet. Secret Service blev sammen med flere andre tjenester overført til et nyoprettet sikkerhedsministerium, Ministeriet for National Sikkerhed (Department of Homeland Security), som fik det samlede ansvar for USA's sikkerhed. Dermed var Secret Service for første gang i lidt mere end 100 år ikke længere underlagt Finansministeriet.

## Organisation
U.S Secret Services direktør (Director) fungerer som den administrative højeste myndighed hos U.S. Secret Service. Under ham sidder en underdirektør (Deputy Director), der fungerer som tjenestens operative chef samt en Chief Operating Officer med ansvar for de administrative afdelinger.

### Organisationsstruktur
- Director[9]
  -     - Office of the Chief Counsel.
    - Office of Equal Opportunity and Diversity.

  - Deputy Director
    - Office of Government and Public Affairs.
    - Office of Investigations
      - Investigative Support Division.

    - Office of Professional Responsibility.
    - Office of Protective Operations
      - Presidential Protective Division.
      - Uniformed Division.

    - Office of Strategic Intelligence and Information.
    - Office of Technical Development and Mission Support.
    - Office of Training.

  - Chief Operating Officer
    - Office of the Chief Financial Officer.
    - Office of the Chief Information Officer.
    - Office of Human Resources.
    - Office of Strategic Planning and Policy.

  - Office of Integrity

### Rangsystem
- U.S Secret Service Ledelse
  - Director of Secret Service.
  - Deputy Director.
  - Chief Operating Officer.
  - Chief of Staff.
  - Assistant Director.
  - Deputy Assistant Director.

- U.S Secret Service Agenter
  - Special Agent in Charge (SAIC).
  - Assistant Special Agent in Charge (ASAIC).
  - Supervisory Special Agent (SSA).
  - Special Agent (SA)
    - Special Officer.

- U.S Secret Service Uniformed Division[10]
  - Chief of Uniformed Division.
  - Assistant Chief.
  - Deputy Chief.
  - Inspector.
  - Captain.
  - Lieutenant.
  - Sergeant.
  - Officer.

### Infrastrukturen
Secret Service tæller op mod 3.200 specialagenter, 1.300 uniformerede sikkerhedsofficerer og mere end 2.000, der støtter med tekniske og administrative funktioner. 
Secret Service har hovedkvarter i Washington D.C og 136 lokale afdelinger og kontorer rundt om i USA og i alle verdensdele på amerikanske ambassader og som forbindelsesofficerer til politisamarbejderne i Interpol og Europol.

#### Lokale og internationale afdelinger
Lokale afdelinger
| A - Alabama - Montgomery - Birmingham _____________________ - Alaska - Anchorage _____________________ - Arizona - Phoenix - Tucson _____________________ - Arkansas - Little Rock C - California - Sacramento - Fresno - Los Angeles - Riverside - San Diego - San Francisco - San Jose - Santa Ana _____________________ - Colorado - Denver - Colorado Springs _____________________ - Connecticut - New Haven _____________________ D - Delaware - Wilmington (Delaware) F - Florida - Tallahassee - Jacksonville - Miami - Orlando - Tampa | G - Georgia - Atlanta - Savannah H - Hawaii - Honolulu I - Idaho - Boise _____________________ - Illinois - Springfield - Chicago _____________________ - Indiana - Indianapolis _____________________ - Iowa - Des Moines K - Kansas - Wichita _____________________ - Kentucky - Lexington (Kentucky) - Louisville L - Louisiana - Baton Rouge - New Orleans - Shreveport | M - Maine - Portland _____________________ - Maryland - Baltimore _____________________ - Massachusetts - Boston _____________________ - Michigan - Detroit - Grand Rapids _____________________ - Minnesota - Minneapolis _____________________ - Mississippi - Jackson _____________________ - Missouri - Kansas City - St. Louis _____________________ - Montana - Great Falls (Montana) N - Nebraska - Omaha _____________________ - Nevada - Las Vegas - Reno _____________________ - New Hampshire - Concord _____________________ - New Jersey - Trenton - Atlantic City - Newark _____________________ - New Mexico - Albuquerque | - New York - Albany - Buffalo - JFK Airport - New York City - Rochester - Syracuse _____________________ - North Carolina - Raleigh - Charlotte _____________________ - North Dakota - Bismarck O - Ohio - Columbus - Canton - Cincinnati - Cleveland - Dayton - Toledo _____________________ - Oklahoma - Oklahoma City - Tulsa _____________________ - Oregon - Portland P - Pennsylvania - Harrisburg - Philadelphia - Pittsburgh - Scranton R - Rhode Island - Providence | S - South Carolina - Columbia - Charleston - Greenville _____________________ - South Dakota - Sioux Falls T - Tennessee - Nashville - Chattanooga - Knoxville - Memphis _____________________ - Texas - Austin - Dallas - El Paso - Houston - Lubbock - San Antonio U - Utah - Salt Lake City V - Virginia - Richmond - Norfolk - Roanoke W - Washington - Seattle - Spokane _____________________ - West Virginia - Charleston (West Virginia) _____________________ - Wisconsin - Madison - Milwaukee |

Internationale afdelinger
| Kontinent   | Land                                                                                                 | By                                                                                  |
| ----------- | --- | ----------------------------------------------------------------------------------- |
| Afrika      | Sydafrika                                                                                            | Pretoria                                                                            |
| Asien       | Kina, Thailand                                                                                       | Hong Kong, Bangkok                                                                  |
| Caribien    | Puerto Rico                                                                                          | San Juan                                                                            |
| Europa      | Bulgarien, Estland, Frankrig, Holland, Italien, Rumænien, Rusland, Spanien, Storbritannien, Tyskland | Bukarest, Frankfurt, Haag, London, Lyon, Madrid, Moskva, Paris, Rom, Sofia, Tallinn |
| Nordamerika | Canada, Mexico                                                                                       | Mexico City, Montreal, Ottawa, Québec, Vancouver                                    |
| Oceanien    | Australien                                                                                           | Sydney                                                                              |
| Sydamerika  | Brasilien, Colombia, Peru                                                                            | Bogotá, Brasília, Lima                                                              |

### James J. Rowley Training Center (RTC)
James J. Rowley Training Center eller Secret Service Academy er Secret Services uddannelsescenter og træningsakademi, som ligger lidt uden for Washington D.C i den lille by Beltsville. Centret er opkaldt efter den tidligere Secret Service-direktør, James Joseph Rowley. Centret opstod i 1969 som en del af det konsoliderede Federal Law Enforcement Training Centers (FLETC). Men i 1978 blev FLECT flyttet til Glynco i staten Georgia, og U.S Secret Service fik eneret over området.
Det er her, man uddanner nye Secret Service-aspiranter. Når de er færdige, vil akademiet være stedet, hvor agenter og betjente træner og videreudvikler deres færdigheder.

## Chefer
| 1. William P. Wood (1865–1869) 2. Hiram C. Whitley (1869–1874) 3. Elmer Washburn (1874–1876) 4. James Brooks (1876–1888) 5. John S. Bell (1888–1890) 6. Andrew L. Drummond (1891–1894) 7. William P. Hazen (1894–1898) 8. John E. Wilkie (1898–1911) 9. William J. Flynn (1912–1917) 10. William H. Moran (1917–1936) 11. Frank J. Wilson (1937–1946) 12. James J. Maloney (1946–1948) | 1. U. E. Baughman (1948–1961) 2. James J. Rowley (1961–1973) 3. H. Stuart Knight (1973–1981) 4. John R. Simpson (1981–1992) 5. John Magaw (1992–1993) 6. Eljay B. Bowron (1993–1997) 7. Lewis C. Merletti (1997–1999) 8. Brian L. Stafford (1999–2003) 9. W. Ralph Basham (2003–2006) 10. Mark J. Sullivan (2006–2013) 11. Julia Pierson (udnævnt) |

Den 26. marts 2013 udnævnte præsident Obama Julia Pierson fra Orlando, Florida som agenrurets første kvindlige leder. Pierson har arbejdet 30 år i tjenesten.